# Bhagirathi (Westbengalen)
Bhagirathi (bengalisch ভাগীরথী) ist der Name des ca. 190 km langen und wichtigsten Seitenarmes des Ganges in dessen Mündungsdelta.

## Verlauf
Der Baghirathi zweigt im Distrikt Murshidabad in Westbengalen vom Ganges/Padma ab und trägt nach seiner Vereinigung mit dem Fluss Jalangi bei Nabadwip den Namen Hugli. Über die Bhagirathi erreicht der Ganges unmittelbar den Golf von Bengalen, wohingegen der Hauptarm, die Padma, in Bangladesch auf den größeren Brahmaputra (dort Jamuna genannt) trifft und so nur indirekt, als Untere Meghna, das offene Meer erreicht.

## Wasserführung
Im Laufe der letzten rund 250 Jahre konnte eine langsame Verminderung der Wasserführung der Bhagirathi beobachtet werden. Die Verlagerung des Ganges zum Padma-Arm wird durch tektonische Hebung im westlichen Gangesdelta erklärt und auch als Folge eines Erdbebens im Jahre 1782. Gleichzeitig stieg die Wasserführung des Ganges-Hauptarms Padma. Seit 1975 werden vom Ganges am Farakka-Damm kurz vor der Grenze nach Bangladesch bis zu 1100 m³/s über einen Kanal der Bhagirathi zugeleitet, was bei Niedrigwasser einem Drittel des Ganges-Volumens entsprechen kann.

## Geschichte
Man nimmt an, dass der Bhagirathi bis zum 16. Jahrhundert das ursprüngliche Flussbett des Ganges bildete. Die an seinem Westufer gelegene Stadt Nabadwip war Ende des 12. und im frühen 13. Jahrhundert zeitweise die Hauptstadt Bengalens. Nahe dem Fluss trafen wiederholt die Briten und die bengalischen Regenten militärisch aufeinander, darunter auch in der die britische Herrschaft in Indien begründenden Schlacht von Plassey (Palashi).